# Real Time Messaging Protocol
Real Time Messaging Protocol (скорочено англ. RTMP) — пропрієтарний протокол потокового передавання даних, переважно використовується для передавання потокового відео та аудіопотоків з вебкамер через інтернет.
Серверну частину реалізували автори протоколу Adobe Inc, у Flash Media Server, вартість якого, залежно від редакції, становить 995-4500 USD. Модулі для сервера мають бути написаними на ActionScript.
Гурт ентузіастів реверсував протокол, і випустив безплатну версію сервера Red5. Сервер написано на Java. Модулі для сервера мають бути написаними на Java.
2009 року Adobe випустила документ, названий специфікацією RTMP, однак це навмисно неповний документ, спрямований на стримування розвитку альтернативних серверів. Для прочитання цього документа слід погодитися з ліцензійною угодою, яка вимагає створення RTMP сервера тільки за специфікацією від Adobe без будь-яких відступів. У цій специфікації наведено навмисно хибні дані, так, наприклад, для включення на Flash Player декодера H.264 потрібно криптографічно підписати хендшейк, а в специфікації написано, що обов'язково слід заповнювати довільними даними. Таким чином, прийнявши умови ліцензії на специфікацію, розробник позбавляється можливості реалізувати повноцінний RTMP сервер.
Також існує не цілком сумісний, але з дотриманням більшості специфікацій протоколу RTMP, проєкт HaxeVideo, який реалізував Рассел Вейр (Russell Weir) спеціалізованою мовою Haxe для серверної віртуальної машини NekoVM. Поширюється у сирцевих текстах і відрізняється від Java-реалізацій низькою ресурсоємністю, а також відсутністю потреби ставити на сервер як Java, так і інші пакунки.
Підтримка RTMP є в open-source бібліотеці для .NET FluorineFx.
У травні 2009 року з'явився Flash Media Server, написаний мовою Python (FMSPy) — RTMP-сервер застосунків на Adobe Flash/Flex/Air. Нині проєкт перестав розроблятися (автор пропонує «підібрати» його будь-кому охочому) і нагадує Adobe Flash Media Server, але зі значно меншими можливостями. FMSPy — проєкт з відкритим сирцевим кодом і поширюється за ліцензією MIT.
Від серпня 2009 до січня 2012 року в активній open source-розробці перебував проєкт Erlyvideo — RTMP-сервер мовою Erlang. За функціональністю близький до Wowza, вміє отримувати відео за RTSP, роздавати на iPhone. У вересні 2012 року був видалено з GitHub і розробку продовжено на пропрієтарній комерційній основі.
2012 року розроблено nginx-rtmp-module — модуль підтримки протоколу RTMP для сервера nginx. Модуль, написаний на C, відрізняється високою продуктивністю і простотою налаштування. Підтримує live-мовлення, ретрансляції, запис FLV, HTTP-виклики тощо. Поширюється за ліцензією BSD.